# Tomosvaryella minuscula
Tomosvaryella minuscula är en tvåvingeart som först beskrevs av Collin 1956.  Tomosvaryella minuscula ingår i släktet Tomosvaryella och familjen ögonflugor. Arten är reproducerande i Sverige. Inga underarter finns listade i Catalogue of Life.